# Liste der Mitglieder der American Academy of Arts and Sciences/1822
Im Jahr 1822 wählte die American Academy of Arts and Sciences 21 Personen zu ihren Mitgliedern.

## Neugewählte Mitglieder
- Claude Louis Berthollet (1748–1822)
- Jöns Jakob Berzelius (1779–1848)
- Jean Baptiste Biot (1774–1862)
- David Brewster (1781–1868)
- John Brinkley (1763–1835)
- Johann Karl Burckhardt (1773–1825)
- Johann Tobias Bürg (1766–1834)
- Georges Leopold Christian Frederic Dagobert Cuvier (1769–1832)
- Humphry Davy (1778–1829)
- Jean Baptiste Joseph Delambre (1749–1822)
- Carl Friedrich Gauss (1777–1855)
- Friedrich Heinrich Alexander Humboldt (1769–1859)
- Karl Wilhelm Humboldt (1767–1835)
- Pierre Simon Laplace (1749–1827)
- Bernhard August Lindenau (1779–1854)
- Barthold Georg Niebuhr (1776–1831)
- Heinrich Wilhelm Matthias Olbers (1758–1840)
- Siméon Denis Poisson (1781–1840)
- John Pond (1767–1836)
- William Hyde Wollaston (1766–1828)
- Thomas Young (1773–1829)